# Carpacoce scabra
Carpacoce scabra là một loài thực vật có hoa trong họ Thiến thảo. Loài này được (Thunb.) Sond. mô tả khoa học đầu tiên năm 1865.